# Polygonia variegata
Polygonia variegata är en fjärilsart som beskrevs av Tutt 1896. Polygonia variegata ingår i släktet Polygonia och familjen praktfjärilar. Inga underarter finns listade i Catalogue of Life.